# Cyrtophleba horrida
Cyrtophleba horrida là một loài ruồi trong họ Tachinidae.